# Банни, Джон
Джон Банни (англ. John Bunny, 21 сентября 1863 — 26 апреля 1915) — американский актёр, один из первых комиков в кино. Между 1909 г. и до своей смерти в 1915 г. Банни был звёздой раннего немого кинематографа. В своё время его назвали «человеком, который делает больше, чем президент». Его лицо было застраховано на 100 000 долларов, а о его неожиданной смерти писали в газетах, по всему миру. Банни проложил путь для будущих пухлых комиков, таких как Роско Арбакл и Джеки Глисон.

## Ранняя жизнь и карьера

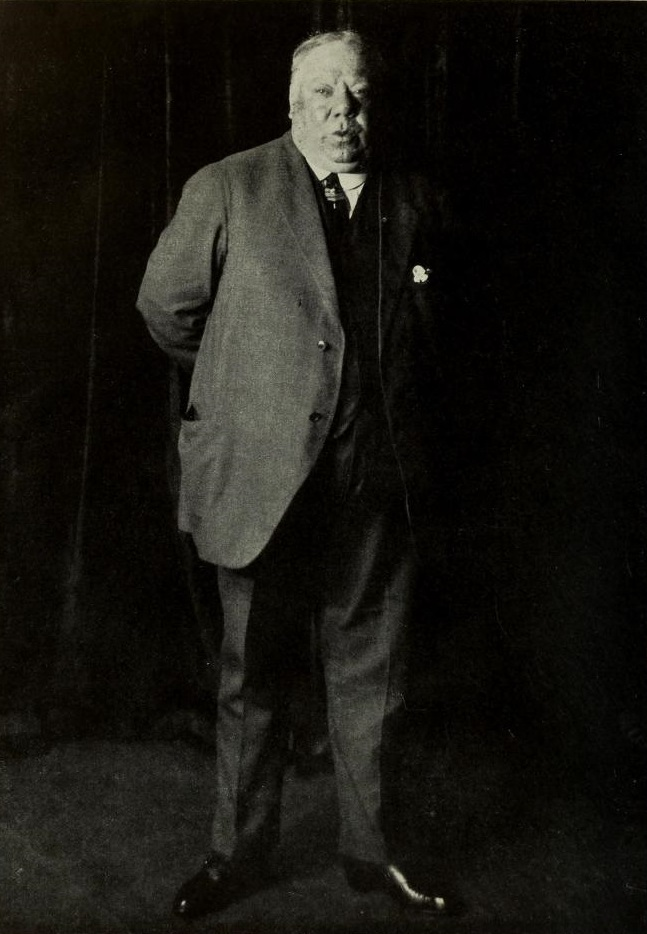
Публичное фото Джона Банни.

Джон Банни родился в Нью-Йорке, и был старшим сыном в семье ирландца и британки. Поскольку его отец уже в восьмом поколении работал в качестве капитана торгового судна в Королевском флоте, предполагалось, что Джон, как и его младший брат Джордж (1867—1952), пойдут по его стопам. Тем не менее, Джон Банни решил иначе. После посещения средней школы Сент-Джеймс в Бруклине, Банни работал клерком продуктовой лавке, прежде чем присоединиться к Менестрель-шоу, и отправиться на гастроли по восточному побережью. Он нашёл работу в качестве режиссёра  акционерных кампаний и выступал в водевиле, пока его не привлёк только начинающий зарождаться кинобизнес. В 1909 году Банни начал работать в студии «Vitagraph», где жизнерадостный, пухлый образ мгновенно стал звездой немых комедий. В «Vitagraph» он снялся в более чем ста короткометражных популярных комедиях вместе с комикой Флорой Финч, в народе их дуэт называли «Bunnyfinches».
Популярность Банни можно сравнить с увлекательными забавами в концертных залах и цирке, а не к сухими, остроумным и сложным комедиям. Он был весёлым, шумным, и многогранен в своей актёрской игре, и благодаря этому чему он был тесно связан с ранней аудиторией «Nickelodeon».
В 1913 году, в интервью с Френсис Агнью, он пророчески размышлял:
Я считаю, что настанет время когда кино станет частью каждой школы и колледжа в стране, и многие отрасли обучения, которые сейчас так нежеланны для детей, станут интересными благодаря использованию кинофильмов. Но меня беспокоит тот факт, что я не смогу прожить достаточно долго, чтобы выполнить всю работу, которую я приготовил для себя. Я запланировал 50-летнюю деятельность в киноиндустрии, и я боюсь , что не проживу так долго. Я хочу увидеть как в школах и колледжах Соединённых Штатов преподают латинскую и греческую мифологию. Это может быть и будет сделано, и станет одним из самых больших подарков человечеству, который когда-либо знал мир.

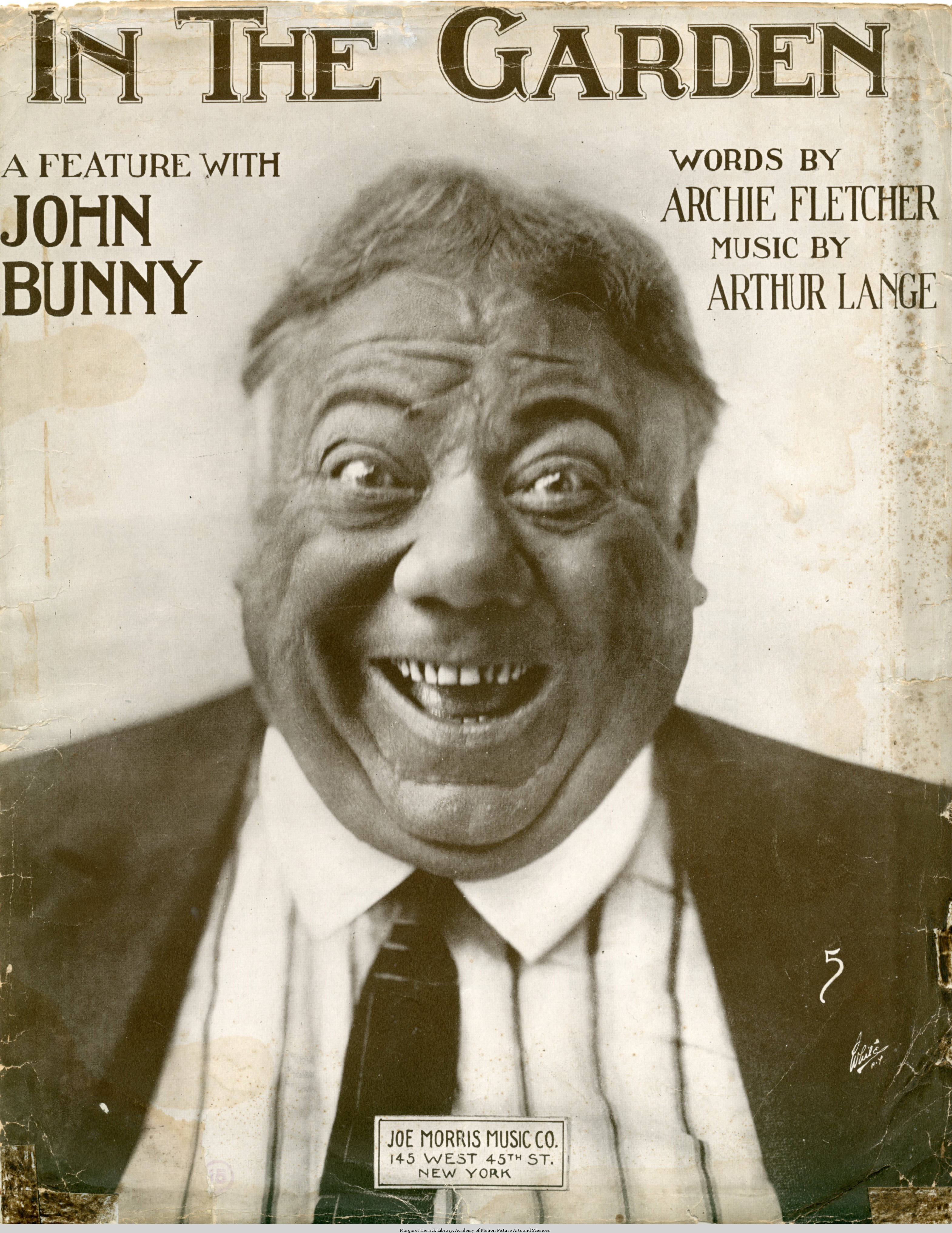
Джон Банни на обложке «In the Garden» 1914 год.

О киноиндустрии в качестве профессии, то Банни рассказывал:
Там нет ничего романтичного. Ни одна другая работа не даёт актёру или потенциальному актёру тех же преимуществ. На съемки актёр тратит 52 недели в году. Где театральный менеджер, который может это предложить? Даже звёзды водевиля не получают таких заказов. В лучшем случае, 30 недель - это всё, что он может получить актёр на сцене. Он может получить летнюю инвентарную работу, но даже это не даёт полной уверенности. Эта работа является азартной игрой. Даже когда вы задействованы в производстве картины, репетировали от 3 до 6 недель без оплаты, с купленными на свои деньги костюмами, нет никакой гарантии, что картина будет иметь успех. Если публика не ставит свою печать одобрения, то ваша работа, вероятно, будет завершена после одного выступления. И вам остаётся только повторять процедуру, пробовать ещё раз с кем-то другим, записывая на свой счёт потери, и что в конце концов станет для вас просто опытом.
Банни сильно не любили большинство его коллег-актёров в «Vitagraph», включая Флору Финч. В интервью бывших сотрудников «Vitagraph», приведённых писателем Энтони Слайдом в 1960-1970 гг. показало, что коллеги считали его высокомерным, раздражительным, и трудным для работы. И что он очень сильно отличался от своих  экраных персонажей.

## Личная жизнь
23 января 1890 года Банни женился на Кларе Скаллан в Благовещенской церкви в Хьюстоне, штат Техас. У них было двое детей, Джордж и Фрэнк, который позже взял имя Джона-младшего. Его младший брат Джордж Банни также стал актёром.
Джон Банни никогда не пил и не курил.

## Смерть
Банни снимался в кино лишь пять лет, пока не умер от болезни Брайта (почечная недостаточность) в своём доме в Нью-Рошель 26 апреля 1915 года. Он похоронен на Вечнозелёном кладбище в Бруклине, Нью-Йорк. Поскольку в немом кинематографе не было языкового барьера, популярность Банни была большой, о его смерти было написано на первых полосах газет в Европе и США.

## Наследие
- «Bunny Theatre» — первый театр в Нью-Йорке, был назван в его честь. В течение 20-века, театр был переименован в «Nova Theatre». Но в 2003 году театр был закрыт.
- Актёр Джеймс Кэгни, увлёкся кинематографом весьма необычным образом. Когда он гостил у своей тёти в «Бруклине, которая жила напротив студии Vitagraph», он перелазил через забор, чтобы посмотреть как снимаются фильмы с Джоном Банни.
- Его достижения в области технологий и трюков, привлекли большинство новых актёров в немой кинематограф, что привело Банни к статусу «почти забытого актёра». Но тем не менее, за свой вклад в развитие киноиндустрии он получил Звезду на Голливудской «Аллее славы», она находится на Вайн-стрит, её номер — 1715.
- В фильме «Искусство движущейся картины» (1915), американский поэт и кинокритик Вашел Линдсей, отзывался о Банни как о самом великом комике.
- Джон Банни был упомянут Фредом Мерцом (роль которого играл Уильям Фроули), в сериале «Я люблю Люси», в 7 эпизоде 4 сезона «Тестирование Рикки на экране».
- Несмотря на широко распространённую информацию, Банни не был первым актёром, который сыграл Санта-Клауса в кино.

## Фильмография

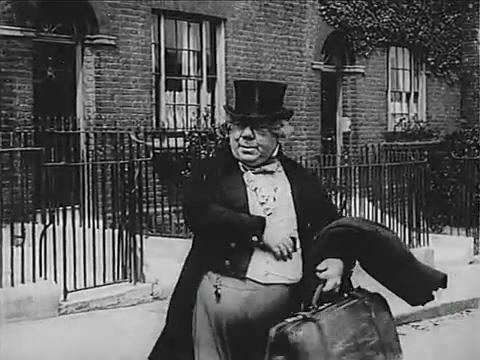
Джон Банни в фильме «Документы Пиквика» (1913).

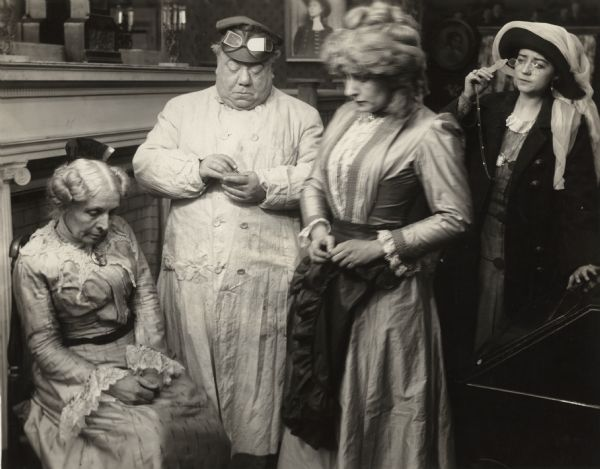
Сцена из фильма «Сокровищница» (1911), компании «Vitagraph». Слева направо: Мэри Морис, Джон Банни, Джулия Суэйн Гордон, Хелен Гарднер.

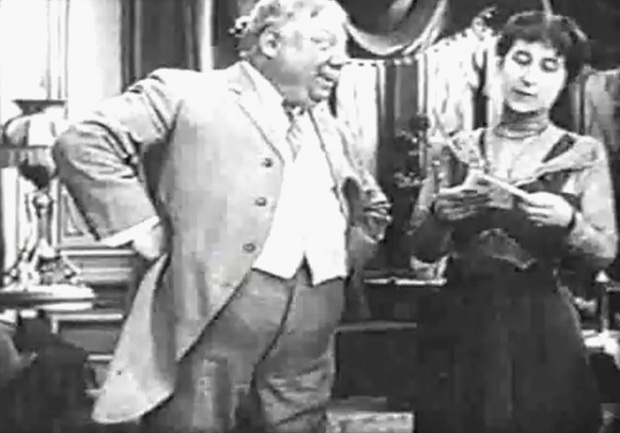
Джон Банни и Флора Финч в фильме «Исцеление игрока в покер» (1912).

Кадр из фильма «Двойное видение» (2013).

Кадр из фильма «Банни и его объятья» (2013).

Кадр из фильма «Банни как репортёр» (2013).

| Актёр | Актёр                                                               | Актёр                                                            | Актёр                                                                                              |
| Год   | Русское название                                                    | Оригинальное название                                            | Роль                                                                                               |
| ----- | ------------------------------------------------------------------- | ---------------------------------------------------------------- | -------------------------------------------------------------------------------------------------- |
| 1909  | Мечта Коэна                                                         | Cohen’s Dream                                                    | Коэн (Cohen)                                                                                       |
| 1909  | Коэн в Кони-Айленд                                                  | Cohen at Coney Island                                            | Коэн (Cohen)                                                                                       |
| 1910  | Купидон и моторная лодка                                            | Cupid and the Motor Boat                                         | |
| 1910  | Дэви Джонс и капитан Брэгг                                          | Davy Jones and Captain Bragg                                     | капитан Брэгг (Captain Bragg)                                                                      |
| 1910  | Сопровождающий капитана Барнакла                                    | Captain Barnacle’s Chaperone                                     | Капитан Барнакл (Captain Barnacle)                                                                 |
| 1910  | Толстяк Джек и Джим Слим в Кони-Айленд                              | Jack Fat and Jim Slim at Coney Island                            | |
| 1910  | Привет тем, кто смеётся последним                                   | He Who Laughs Last                                               | |
| 1910  | В соседних королевствах                                             | In Neighboring Kingdoms                                          | |
| 1911  | Дэви Джонс в Южных Морях                                            | Davy Jones in the South Seas                                     | Дик Дэдай (Dick Deadeye)                                                                           |
| 1911  | Королева дня                                                        | A Queen for a Day                                                | Бриджит МакСвини (Bridget McSweeney)                                                               |
| 1911  | Новый стенографист                                                  | The New Stenographer                                             | Толстяк-работодатель (The Fat Employer)                                                            |
| 1911  | Утро капитана Барнакла                                              | Captain Barnacle’s Courtship                                     | Капитан Барнакл (Captain Barnacle)                                                                 |
| 1911  | Дэви Джонс или муж его жены                                         | Davy Jones; or, His Wife’s Husband                               | |
| 1911  | Вдова посетила Спрингтоун                                           | A Widow Visits Springtown                                        | Принятый судья (The Accepted Suitor)                                                               |
| 1911  | Неожиданный обзор                                                   | An Unexpected Review                                             | Толстяк Батлер (The Fat Butler)                                                                    |
| 1911  | Ухаживания Уинифред                                                 | The Wooing of Winifred                                           | |
| 1911  | Ведущая леди                                                        | The Leading Lady                                                 | Бриджит О’Флинн (Bridget O’Flynn)                                                                  |
| 1911  | Надоедливые секретари                                               | Troublesome Secretaries                                          | Хардинг — отец (Harding — The Father)                                                              |
| 1911  | Три солдата или как шотландский солдат Лэддис отправился в плавание | Soldiers Three; or, When Scotch Soldier Laddies Went in Swimming | |
| 1911  | Доказательство любви или Обман красивой женщины                     | Proving His Love; or, The Ruse of a Beautiful Woman              | Проезжий (Passerby)                                                                                |
| 1911  | Преподаватель вальса МакФадден                                      | Teaching McFadden to Waltz                                       | МакФадден (McFadden)                                                                               |
| 1911  | Два пальто                                                          | Two Overcoats                                                    | Майкл Галлахер (Michael Gallagher)                                                                 |
| 1911  | Скрытая искра                                                       | The Latent Spark                                                 | Китайский человек (The Chinese Man)                                                                |
| 1911  | Беды богатой вдовы                                                  | The Woes of a Wealthy Widow                                      | Любовник (The Lover)                                                                               |
| 1911  | В Арктическую ночь                                                  | In the Arctic Night                                              | |
| 1911  | Подчинённые миссис Наг                                              | The Subduing of Mrs. Nag                                         | Мистер Наг (Mr. Nag)                                                                               |
| 1911  | Возвращение 'вдовы' мужа Погстона                                   | The Return of 'Widow' Pogson’s Husband                           | Стеббинс (Stebbins)                                                                                |
| 1911  | Сокровищница                                                        | Treasure Trove                                                   | |
| 1911  | Лучшее производство клоуна                                          | The Clown’s Best Performance                                     | Клоун (The Clown)                                                                                  |
| 1911  | Столетний законопроект                                              | The One Hundred Dollar Bill                                      | Леонард Сеймор (Leonard Seymore)                                                                   |
| 1911  | Бесстрашный Дэви                                                    | Intrepid Davy                                                    | |
| 1911  | Ребёнок капитана Барнакла                                           | Captain Barnacle’s Baby                                          | |
| 1911  | Мой старый голландец                                                | My Old Dutch                                                     | |
| 1911  | Неправильный пациент                                                | The Wrong Patient                                                | Мистер Морган — отец Сисси (Mr. Morgan — Cissy’s Father)                                           |
| 1911  | Пик её славы                                                        | Her Crowning Glory                                               | Мортимер Банни (Mortimer Bunny)                                                                    |
| 1911  | Утомлённый, беспристрастный человек                                 | The Tired, Absent-Minded Man                                     | |
| 1911  | Дети его сестры                                                     | His Sister’s Children                                            | |
| 1911  | Её герой                                                            | Her Hero                                                         | Мистер Браун (Mr. Brown)                                                                           |
| 1911  | Взлёты и падения                                                    | Ups and Downs                                                    | Мистер Норман (Mr. Norman)                                                                         |
| 1911  | Пропавшая воля                                                      | The Missing Will                                                 | |
| 1911  | Выборы наследницы                                                   | Selecting His Heiress                                            | Дядя Дуглас (Uncle Doughbags)                                                                      |
| 1911  | Китти и ковбои                                                      | Kitty and the Cowboys                                            | Толстяк ака Китти (Fatty aka Kitty)                                                                |
| 1911  | Мэдж из гор                                                         | Madge of the Mountains                                           | |
| 1911  | Сплетня                                                             | The Gossip                                                       | Преподобный мистер Стаут (Rev. Mr. Stout)                                                          |
| 1911  | Мечта политика                                                      | The Politician’s Dream                                           | Саймон Стаббс (Simon Stubbs)                                                                       |
| 1911  | Небольшая ошибка                                                    | A Slight Mistake                                                 | |
| 1911  | Ствол Вентрилокиста                                                 | The Ventriloquist’s Trunk                                        | Профессор Динкенспил — путешествующий вентрилокист (Prof. Dinkenspiel — a Traveling Ventriloquist) |
| 1911  | Ярмарка тщеславия                                                   | Vanity Fair                                                      | Джозеф Седли (Joseph Sedley)                                                                       |
| 1911  | Старая кукла                                                        | The Old Doll                                                     | Добряк (The Kindly)                                                                                |
| 1911  | В муфтах паровой ванны                                              | In the Clutches of a Vapor Bath                                  | |
| 1912  | Дилемма капитана Дженкса                                            | Captain Jenks' Dilemma                                           | Капитана Дженкс (Captain Jenks)                                                                    |
| 1912  | Болваны                                                             | Chumps                                                           | Мистер Бун Джонни, Полноцветная звезда (Mr. Bun Johnny, the Full-Grown Star)                       |
| 1912  | Беспокойство капитана Барнакла                                      | Captain Barnacle’s Messmates                                     | Капитан Банс (Captain Bunce;)                                                                      |
| 1912  | Первая скрипка                                                      | The First Violin                                                 | Точин Хелен (Helen’s Step-Father)                                                                  |
| 1912  | Зонты для починки                                                   | Umbrellas to Mend                                                | Мистер Банни Никеман (Mr. Bunny Niceman)                                                           |
| 1912  | Банни и близнецы                                                    | Bunny and the Twins                                              | Мистер Банни (Mr. Bunny)                                                                           |
| 1912  | Исцеление игрока в покер                                            | A Cure for Pokeritis                                             | Мистер Банни Шарп / Джордж Браун (Mr. Bunny Sharpe / George Brown)                                 |
| 1912  | Разыскиваются стенографы                                            | Stenographers Wanted                                             | Мистер Браун (Mr. Brown)                                                                           |
| 1912  | Увлечённый Ирэн                                                     | Irene’s Infatuation                                              | Франджипани (Frangiapani)                                                                          |
| 1912  | Первое женское жюри в Америке                                       | The First Woman Jury in America                                  | Мистер Банни (Mr. Bunny)                                                                           |
| 1912  | Увлечённая мистером Ботером                                         | Mr. Bolter’s Infatuation                                         | Бен Болтер (Ben Bolter)                                                                            |
| 1912  | Броневой костюм                                                     | The Suit of Armor                                                | Джон Буньян (John Bunyon)                                                                          |
| 1912  | Его тёща                                                            | His Mother-in-Law                                                | Джонс — муж (Jones — The Husband)                                                                  |
| 1912  | Неизвестный скрипач                                                 | The Unknown Violinist                                            | |
| 1912  | Утомлённые пробкой                                                  | Burnt Cork                                                       | Актёр (The Actor)                                                                                  |
| 1912  | В углу Скроггинса                                                   | At Scrogginses' Corner                                           | Мистер Банни (Mr. Bunny)                                                                           |
| 1912  | Дипломатия капитана Дженкса                                         | Captain Jenks' Diplomacy                                         | Капитана Дженкс (Captain Jenks)                                                                    |
| 1912  | Работа для муженька                                                 | Working for Hubby                                                | Генри (Henry)                                                                                      |
| 1912  | Как он обклеивал комнату                                            | How He Papered the Room                                          | Мистер Джолливелл (Mr. Jolliwell)                                                                  |
| 1912  | Трагедия красных чернил                                             | The Red Ink Tragedy                                              | Джон Спорт (John Sport)                                                                            |
| 1912  | Не пожелай                                                          | Thou Shalt Not Covet                                             | Мистер Мур, муж (Mr. Moore, The Husband)                                                           |
| 1912  | Предложения по високосному году                                     | Leap Year Proposals                                              | Джон Буннибунч (John Bunnybunch)                                                                   |
| 1912  | Один другому не уступит                                             | Diamond Cut Diamond                                              | Мистер Банс (Mr. Bunce)                                                                            |
| 1912  | Неудачный уход                                                      | An Eventful Elopement                                            | Мистер МакГилликудди — старик с подагрой (Mr. McGillicuddy — an Old Man with the Gout)             |
| 1912  | Кто победит?                                                        | Who’s to Win?                                                    | Капитан Блоггс (Captain Bloggs)                                                                    |
| 1912  | Ящик Пандоры                                                        | Pandora’s Box                                                    | Джон Банни (John Bunny)                                                                            |
| 1912  | Преследуемый Бладхаундами                                           | Chased by Bloodhounds                                            | |
| 1912  | Псевдо-султан                                                       | The Pseudo Sultan                                                | Джон Баннихуг — предприимчивый шотландец (John Bunnyhug — an Adventurous Scotsman)                 |
| 1912  | Трудная падчерица                                                   | The Troublesome Step-Daughters                                   | Мистер Бёртон, второй муж Сиры (Mr. Burton, Cina’s Second Husband)                                 |
| 1912  | Его старая возлюбленная                                             | Her Old Sweetheart                                               | Мистер Банни, тоскующий старик (Mr. Bunny, a Homesick Old Man)                                     |
| 1912  | Постоянный любовник                                                 | A Persistent Lover                                               | Банни — постоянный любовник (Bunny — the Persistent Lover)                                         |
| 1912  | Мятеж Марты                                                         | Martha’s Rebellion                                               | Джеймс Мортон — Брат Марты (James Morton — Martha’s Brother)                                       |
| 1912  | Пробуждение Джонса                                                  | The Awakening of Jones                                           | Мистер Джонс (Mr. Jones)                                                                           |
| 1912  | Истец Сьюзен                                                        | Suing Susan                                                      | Джон Гордон (John Gordon)                                                                          |
| 1912  | Банни и собаки                                                      | Bunny and the Dogs                                               | |
| 1912  | Фиктивный наполеон                                                  | The Bogus Napoleon                                               | |
| 1912  | Влюблённые девушки Каддлтона                                        | The Lovesick Maidens of Cuddleton                                | |
| 1912  | Два цилиндра                                                        | Two Cinders                                                      | Человек в поезде (The Man on the Train)                                                            |
| 1912  | Самоубийство Банни                                                  | Bunny’s Suicide                                                  | Джон Спинк (John Spink)                                                                            |
| 1912  | Бакалаврские кнопки                                                 | Bachelor Buttons                                                 | Бакалавр (The Bachelor)                                                                            |
| 1912  | Банни все на море                                                   | Bunny All at Sea                                                 | Мистер Банни (Mr. Bunny)                                                                           |
| 1912  | Банни в Дерби                                                       | Bunny at the Derby                                               | Мистер Банни (Mr. Bunny)                                                                           |
| 1912  | Майкл МакШайн, сваха                                                | Michael McShane, Matchmaker                                      | Майкл МакШайн (Michael McShane)                                                                    |
| 1912  | Доктор Бриджит                                                      | Doctor Bridget                                                   | Бриджер, повар (Bridget the Cook)                                                                  |
| 1912  | Кто украл зонт Банни?                                               | Who Stole Bunny’s Umbrella?                                      | Мистер Банни (Mr. Bunny)                                                                           |
| 1912  | Рождество Иды                                                       | Ida’s Christmas                                                  | Санта Клаус (Santa Claus)                                                                          |
| 1912  | Веснушки                                                            | Freckles                                                         | Мистер Джон (Mr. John)                                                                             |
| 1913  | Племянница мистера Болтера                                          | Mr. Bolter’s Niece                                               | Мистер Бенджамин Болтер (Племянница г-на Болтера)                                                  |
| 1913  | Три чёрные сумки                                                    | Three Black Bags                                                 | Детектив Браун (Detective Brown)                                                                   |
| 1913  | Матовый фартук Ма                                                   | Ma’s Apron Strings                                               | Па Смит (Pa Smith)                                                                                 |
| 1913  | И его жена вернулась                                                | And His Wife Came Back                                           | Джонни Бан — муж (Johnny Bun — the Husband)                                                        |
| 1913  | Проблемы стенографита                                               | Stenographer Troubles                                            | Мистер Банни, босс (Mr. Bunny, the Boss)                                                           |
| 1913  | Человек свыше                                                       | The Man Higher Up                                                | Капитан Бисон (Captain Bison)                                                                      |
| 1913  | Медальон или когда ей было двадцать                                 | The Locket; or, When She Was Twenty                              | Судья Дж. Б. Джонс (Judge J.B. Jones)                                                              |
| 1913  | Подозрительный Генри                                                | Suspicious Henry                                                 | Подозрительный Генри (Suspicious Henry)                                                            |
| 1913  | Документы Пиквика                                                   | The Pickwick Papers                                              | Сэмюэль Пиквик (Samuel Pickwick)                                                                   |
| 1913  | Муж купил ребёнка                                                   | Hubby Buys a Baby                                                | Джонни Бан (Johnny Bun)                                                                            |
| 1913  | Его честь, мэр                                                      | His Honor, the Mayor                                             | Мистер Буллингтон, мэр (Mr. Bullington, the Mayor)                                                 |
| 1913  | Чудесная статуя                                                     | The Wonderful Statue                                             | Мистер Деннис (Mr. Dennis)                                                                         |
| 1913  | Банни Бларнейд или Бларнейский камень                               | Bunny Blarneyed; or, The Blarney Stone                           | Джон Булл (John Bull)                                                                              |
| 1913  | Он ответил на объявление                                            | He Answered the Ad                                               | Джон (John)                                                                                        |
| 1913  | Медовый месяц Банни                                                 | Bunny’s Honeymoon                                                | Мистер Банни, крёстный отец Валерии (Mr. Bunny, Valeria’s Godfather)                               |
| 1913  | Удачи                                                               | The Fortune                                                      | Джейк (Jake)                                                                                       |
| 1913  | Двойное видение                                                     | Seeing Double                                                    | Бинкс (Binks)                                                                                      |
| 1913  | В музыке есть музыка                                                | There’s Music in the Hair                                        | Людвиг Либшниц — музыкант (Ludwig Liebschnitz — a Musician)                                        |
| 1913  | Банни против Кити                                                   | Bunny Versus Cutey                                               | Банни (Bunny)                                                                                      |
| 1913  | Наёмник купидона                                                    | Cupid’s Hired Man                                                | Джон Генри Джонс (John Henry Jones)                                                                |
| 1913  | Банни и его объятья                                                 | Bunny and the Bunny Hug                                          | Банни О’Руни (Bunny O’Rooney)                                                                      |
| 1913  | Удивительный день рождения Банни                                    | Bunny’s Birthday Surprise                                        | Банни (Bunny)                                                                                      |
| 1913  | Банни как репортёр                                                  | Bunny as a Reporter                                              | Джон Банни (John Bunny)                                                                            |
| 1913  | Его усталый дядя                                                    | His Tired Uncle                                                  | Дядя Джон (Uncle John)                                                                             |
| 1913  | Дилема Банни                                                        | Bunny’s Dilemma                                                  | Джон Банни (John Bunny)                                                                            |
| 1913  | Одна хорошая шутка заслуживает другую                               | One Good Joke Deserves Another                                   | Джон Банни (John Bunny)                                                                            |
| 1913  | Карантин любви                                                      | Love’s Quarantine                                                | Отец Дот (Dot’s Father)                                                                            |
| 1913  | Боевая мельница                                                     | A Millinery Bomb                                                 | Реджи Берроуз (Reggie Burrows)                                                                     |
| 1913  | Зубная боль Хабби                                                   | Hubby’s Toothache                                                | Хабби (Hubby)                                                                                      |
| 1913  | Пикап                                                               | The Pickpocket                                                   | Патрик МакКвайр (Patrick McQuire)                                                                  |
| 1913  | Модный джентльмен                                                   | A Gentleman of Fashion                                           | Джеймс Огливи (James Oglivie)                                                                      |
| 1913  | Когда говорят о печати                                              | When the Press Speaks                                            | Профессор Питер Гейтс — женоненавистник (Prof. Peter Gates — the Woman Hater)                      |
| 1913  | Трудные коссы                                                       | Those Troublesome Tresses                                        | Мистер Джонс (Mr. Jones)                                                                           |
| 1913  | Феодисты                                                            | The Feudists                                                     | Второй муж (Second Husband)                                                                        |
| 1913  | С какого пути он сошёл?                                             | Which Way Did He Go?                                             | Мистер Хенпечко (Mr. Henpecko)                                                                     |
| 1913  | Приключение на вечеринке со стрельбой                               | The Adventure of the Shooting Party                              | Мистер Сэмюэл Пиквик (Mr. Samuel Pickwick)                                                         |
| 1913  | Милая любовь Тобина                                                 | John Tobin’s Sweetheart                                          | Джон Тобин II (John Tobin II)                                                                      |
| 1913  | Переход адвоката Флапджэка                                          | The Autocrat of Flapjack Junction                                | Флапджэк Айк (Flapjack Ike)                                                                        |
| 1913  | Пираты                                                              | The Pirates                                                      | Джон Мервин (John Merwin)                                                                          |
| 1913  | Горячие сердца                                                      | Flaming Hearts                                                   | Джонатан Уипплтри (Jonathan Whippletree)                                                           |
| 1913  | Схемы                                                               | The Schemers                                                     | Мистер Смит он же Мистер Наг (Mr. Smith aka Mr. Nag)                                               |
| 1913  | Девушка на сковороде                                                | The Girl at the Lunch Counter                                    | дядя Ван (Cutey’s Uncle Van)                                                                       |
| 1913  | Игра в гольф и крышка                                               | The Golf Game and the Bonnet                                     | Джон — муж (John — the Husband)                                                                    |
| 1914  | Несчастные случаи могущественного монарха                           | The Misadventures of a Mighty Monarch                            | Джон — король фестиваля (John — the King of the Festival)                                          |
| 1914  | Ошибка Банни                                                        | Bunny’s Mistake                                                  | Мистер Банни, автолюбитель (Mr. Bunny, Motorist)                                                   |
| 1914  | Старая мечта о любви                                                | Love’s Old Dream                                                 | Профессор Саймон Свит (Professor Simon Sweet)                                                      |
| 1914  | День рождения Банни                                                 | Bunny’s Birthday                                                 | Мистер Банни (Mr. Bunny)                                                                           |
| 1914  | Замена багажных чеков                                               | A Change in Baggage Checks                                       | Стив Дженкс (Steve Jenks)                                                                          |
| 1914  | Схема Банни                                                         | Bunny’s Scheme                                                   | Джон Банни (John Bunny)                                                                            |
| 1914  | Любовь, удача и бензин                                              | Love, Luck and Gasoline                                          | Отец мисс Томбой (Miss Tomboy’s Father)                                                            |
| 1914  | Танцующие танго                                                     | Tangled Tangoists                                                | |
| 1914  | Настройка стиля                                                     | Setting the Style                                                | Мистер Финнеган (Mr. Finnegan)                                                                     |
| 1914  | Визит Бунко Билла                                                   | Bunco Bill’s Visit                                               | Фермер (The Farmer)                                                                                |
| 1914  | Старая пожарная лошадь и новый начальник огня                       | The Old Fire Horse and the New Fire Chief                        | Старая пожарная лошадь (The Old Fire Horse)                                                        |
| 1914  | Мистер Банни маскируется                                            | Mr. Bunny in Disguise                                            | Мистер Банни (Mr. Bunny)                                                                           |
| 1914  | Банни покупает гарем                                                | Bunny Buys a Harem                                               | Мистер Банни (Mr. Bunny)                                                                           |
| 1914  | Случайная статья                                                    | Bunny’s Swell Affair                                             | Мистер Банни — фармацевт (Mr. Bunny — a Pharmacist)                                                |
| 1914  | Мистер Баннихад покупает шляпу для своей невесты                    | Mr. Bunnyhug Buys a Hat for His Bride                            | Мистер Баннихад (Mr. Bunnyh)                                                                       |
| 1914  | Флирт отца                                                          | Father’s Flirtation                                              | Мистер Банни (Mr. Bunny)                                                                           |
| 1914  | Ребёнок старой девы                                                 | The Old Maid’s Baby                                              | Джон (John)                                                                                        |
| 1914  | Поезд инцидентов                                                    | A Train of Incidents                                             | Банни (Bunny)                                                                                      |
| 1914  | Ваза невинности                                                     | The Vases of Hymen                                               | Джон Банни (John Bunny)                                                                            |
| 1914  | Свиньи есть свиньи                                                  | Pigs Is Pigs                                                     | Фланери — экспресс агент (Flannery — the Express Agent)                                            |
| 1914  | Тайный Банни                                                        | Private Bunny                                                    | Тайный Банни (Private Bunny)                                                                       |
| 1914  | Закрытый дом                                                        | The Locked House                                                 | Мэр Банни (Mayor Bunny)                                                                            |
| 1914  | Полировка                                                           | Polishing Up                                                     | Джон Банни (John Bunny)                                                                            |
| 1914  | Молодожёны                                                          | The Honeymooners                                                 | Дядя (The Uncle)                                                                                   |
| 1914  | Такой охотник                                                       | Such a Hunter                                                    | |
| 1914  | Сердца и бриллианты                                                 | Hearts and Diamonds                                              | Уидоэр Таппер (Widower Tupper)                                                                     |
| 1914  | Бегство отступает                                                   | Bunny Backslides                                                 | Банни (Bunny)                                                                                      |
| 1914  | Маленький брат Банни                                                | Bunny’s Little Brother                                           | Банни (Bunny)                                                                                      |
| 1914  | Прядь светлых волос                                                 | A Strand of Blond Hair                                           | Банни (Bunny)                                                                                      |